# Azerbaiyán en los Juegos Paralímpicos de Sídney 2000
Azerbaiyán estuvo representado en los Juegos Paralímpicos de Sídney 2000 por siete deportistas, seis hombres y una mujer.

## Medallistas
El equipo paralímpico azerbaiyano obtuvo las siguientes medallas:
| Nombre          | Deporte | Evento                  |
| --------------- | ------- | ----------------------- |
| Oro             |         |                         |
| —               |         |                         |
| Plata           |         |                         |
| Yelena Taranova | Tiro    | Pistola libre SH1 mixto |
| Bronce          |         |                         |
| —               |         |                         |